# Sonia Asselah
Sonia Asselah (ar. صونيا عسلة; ur. 20 sierpnia 1991 w Tizi Wuzu) – algierska judoczka. Trzykrotna olimpijka. Zajęła dziewiąte miejsce w Rio de Janeiro 2016; siedemnaste w Londynie 2012 i Tokio 2020. Walczyła w wadze ciężkiej.
Uczestniczka mistrzostw świata w 2011, 2013, 2014, 2015, 2017, 2021 i 2023. Startowała w Pucharze Świata w latach: 2011–2016, 2018 i 2022-2024. Brązowa medalistka igrzysk śródziemnomorskich w 2018. Wicemistrzyni igrzysk afrykańskich w 2011 i 2015; siódma w 2019. Druga na igrzyskach solidarności islamskiej w 2021 i trzecia w 2017. Zdobyła po dwa medale na igrzyskach panarabskich w 2011 i 2023. Dwudziestokrotna medalistka na mistrzostwach Afryki w latach 2010 - 2024.
Chorąży reprezentacji Algierii na igrzyskach olimpijskich w 2016 roku. 

## Letnie Igrzyska Olimpijskie 2012
| Konkurencja | Eliminacje            | Klas. końcowa |
| Konkurencja | Przeciwnik I          | Miejsce       |
| ----------- | --------------------- | ------------- |
| +78 kg      | Karina Bryant (GBR) P | 17.           |

## Letnie Igrzyska Olimpijskie 2016
| Konkurencja | Eliminacje      | Klas. końcowa |
| Konkurencja | Przeciwnik I    | Miejsce       |
| ----------- | --------------- | ------------- |
| +78 kg      | Yu Song (CHN) P | 9.            |

## Letnie Igrzyska Olimpijskie 2020
| Konkurencja | Eliminacje                  | Klas. końcowa |
| Konkurencja | Przeciwnik I                | Miejsce       |
| ----------- | --------------------------- | ------------- |
| +78 kg      | Jełyzaweta Kałanina (UKR) P | 17.           |